# 等基岩蕨
等基岩蕨（学名：Woodsia subcordata）为岩蕨科岩蕨属下的一个种。

## 扩展阅读
維基物種上的相關：等基岩蕨